# Nowa Święta (wieś)
Nowa Święta – wieś krajeńska w Polsce, położona w województwie wielkopolskim, w powiecie złotowskim, w gminie Złotów, przy trasie zawieszonej obecnie linii kolejowej Złotów-Więcbork.
W latach 1975–1998 miejscowość administracyjnie należała do województwa pilskiego.